# 바바라 스넬링
바바라 스넬링(Barbara Snelling, 1928년 3월 22일 ~ 2015년 11월 2일)은 미국의 정치인이다. 남편이 리처드 A. 스넬링은 버몬트 주지사였다.

## 학력
- 스미스 칼리지
- 래드클리프 칼리지

## 경력
- 1993.01 ~ 1997.01 제78대 버몬트 부지사
- 1997.01 ~ 1999.01 버몬트주 치헌던 선거구 상원의원
- 2001.01 ~ 2003.01 버몬트주 치헌던 선거구 상원의원

## 역대 선거 결과
| 선거명      | 직책명                   | 대수 | 정당   | 득표율 | 득표수    | 결과 | 당락               |
| ----------- | ------------------------ | ---- | ------ | ------ | --------- | ---- | ------------------ |
| 1992년 선거 | 버몬트 부지사            | 78대 | 공화당 | 52.62% | 147,479표 | 1위  | 버몬트 부지사 당선 |
| 1994년 선거 | 버몬트 부지사            | 78대 | 공화당 | 50.24% | 105,992표 | 1위  | 버몬트 부지사 당선 |
| 1996년 선거 | 상원의원 (치헌던 선거구) | -대  | 공화당 | 11.21% | 30,440표  | 1위  | 버몬트 주의원 당선 |
| 1998년 선거 | 버몬트 부지사            | 79대 | 공화당 | 48.10% | 104,351표 | 2위  | 낙선               |
| 2000년 선거 | 상원의원 (치헌던 선거구) | -대  | 공화당 | 8.72%  | 27,689표  | 3위  | 버몬트 주의원 당선 |